# Evandro Affonso Ferreira
Evandro Affonso Ferreira (Araxá, 1945) é um escritor brasileiro.

## Biografia
Aos 10 anos, começou a trabalhar na sapataria do seu pai. Mudou-se para Brasília em 1959. Em 1963 foi para São Paulo (cidade) com a família, e trabalhou num banco até 1978. Foi redator publicitário até 1990, quando sofreu um infarto e abandonou a publicidade para se dedicar à literatura.
No ano seguinte abriu em São Paulo o sebo Sagarana, pondo à venda o seu acervo pessoal 3 mil volumes. Manteve a loja até 2002. Em 2005, voltou à atividade de livreiro, com o sebo Avalovara.
Estreou como autor com o livro de humor Bombons Recheados de Cicuta, que mais tarde renegou. Explorou a sonoridade da língua portuguesa, e suas interseções com o tupi-guarani e o iorubá, nos livros de contos que publicou nos anos seguintes. Ganhou o Prêmio APCA de melhor romance de 2010 com Minha Mãe se Matou Sem Dizer Adeus e o Prêmio Jabuti de 2013 com O Mendigo que Sabia de Cor os Adágios de Erasmo de Rotterdam. Com Nunca Houve Tanto Fim Como Agora ganhou o Prêmio Machado de Assis da Biblioteca Nacional como melhor romance de 2018 e o APCA de 2017. Ganhou também o Prêmio Jabuti de 2021 com o Rei Revés.

## Obras

### Contos
- 1993 - Bombons recheados de cicuta (Paulicéia)
- 2000 - Grogotó! (Topbooks)

### Romances
- 2002 - Araã! (Hedra)
- 2004 - Erefuê (Editora 34)
- 2005 - Zaratempô! (Editora 34)
- 2006 - Catrâmbias! (Editora 34)
- 2010 - Minha mãe se matou sem dizer adeus (Record)
- 2012 - O mendigo que sabia de cor os adágios de Erasmo de Rotterdam (Record)
- 2014 - Os piores dias de minha vida foram todos (Record)
- 2016 - Não tive nenhum prazer em conhecê-los (Record)
- 2017 - Nunca houve tanto fim como agora (Record)
- 2018 - Epigramas recheados de cicuta (SESI-SP)
- 2018 - Levaram tudo dele, inclusive alguns pressentimentos (Erefuê)
- 2019 - Moça quase-viva enrodilhada numa amoreira quase-morta (Editora Nós)
- 2021 - Rei Revés (Record)
- 2022 - Passos perderam possibilidades peregrinas (Record)

## Prêmios
- 2010 - Prêmio APCA - Vencedor na categoria Melhor Romance (Minha Mãe se Matou Sem Dizer Adeus)
- 2013 - Prêmio Jabuti - Vencedor (O Mendigo que Sabia de Cor os Adágios de Erasmo de Rotterdam)
- 2017 - Prêmio APCA - Vencedor na categoria Melhor Romance (Nunca Houve Tanto Fim Como Agora)
- 2018 - Prêmio Biblioteca Nacional - Vencedor na categoria Melhor Romance (Nunca Houve Tanto Fim Como Agora)
- 2021 - Prêmio Jabuti - Vencedor (Rei Revés)